# Battle Of Armagideon (Millionaire Liquidator)
Battle Of Armagideon (Millionaire Liquidator) je studijski album Leeja Scratcha Perryja. Izašao je 1986. godine pod etiketom Trojan Records. Reizdala ga je ista kuća na CD-u 1988. godine, a 2001. godine diskografska kuća Sanctuary Records.

## Popis pjesama
Sve skladbe je skladao Lee Perry.
1. "Introducing Myself" - 4:19
2. "Drum Song" - 4:42
3. "Grooving" - 4:41
4. "All Things Are Possible" - 2:33
5. "Show Me That River" - 4:15
6. "Time Marches On (In/Out Mix)" - 0:49
7. "I Am A Madman" - 5:49
8. "The Joker" - 3:37
9. "Happy Birthday" - 5:11
10. "Sexy Lady" - 3:17
11. "Time Marches On" - 4:21

## Osoblje
Glazbenici koji su radili na ovom albumu.
- The Upsetters:
  - Lee "Scratch" Perry - vokal, perkusije, harmonika, producent
  - Mark Downie (Marcus Downbeat) - ritam gitara/sintesajzer, suproducent i crtež naslovnice
  - Tarlok Mann - vodeća gitara
  - Russ Cummings - klavijature
  - Spike - Bass
  - Peng - Drums
  - Lloyd Clarke – alto saksofon
  - Trevor Jones – trombon
- Jerry Tilley - inženjer
- Patrick Meads - izvršni producent

## Vanjske poveznice
- (engleski) Roots-archives